# VW Talagon
Der VW Talagon ist ein Sport Utility Vehicle, das von FAW-Volkswagen im chinesischen Tianjin gebaut wird.

## Geschichte
Einen ersten Ausblick auf das Fahrzeug präsentierte Volkswagen im April 2019 im Rahmen der Shanghai Auto Show mit dem VW SMV Concept. Die 5,15 Meter lange Serienversion wurde zwei Jahre später ebenfalls auf der Shanghai Auto Show vorgestellt. Seit Mai 2021 ist das SUV in China im Handel. Eine überarbeitete Version wurde im Januar 2025 vorgestellt. Sie kam im August 2025 in den Handel. Auf weiteren Märkten ist ein Verkauf des Wagens nicht geplant.

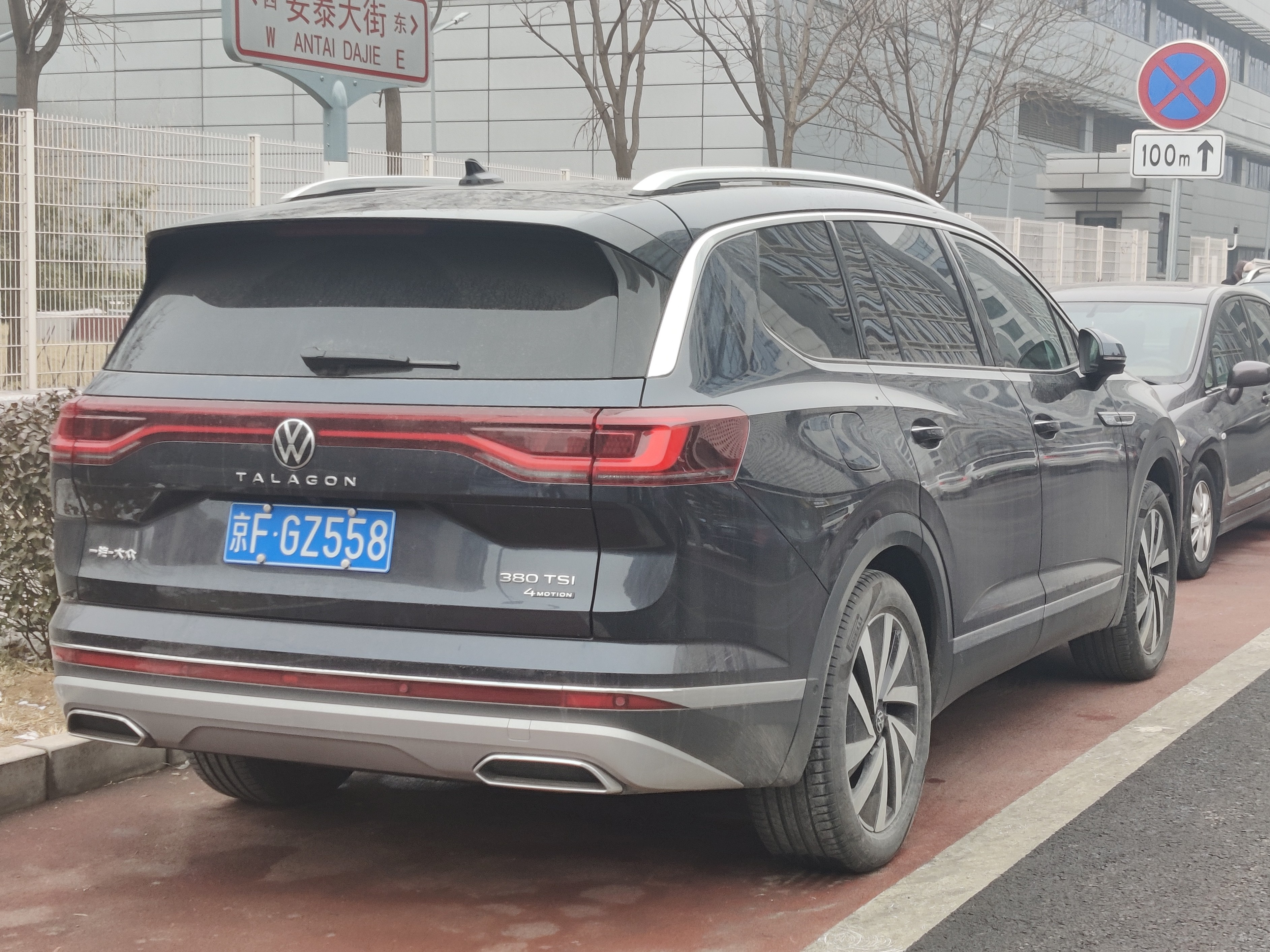
Heckansicht
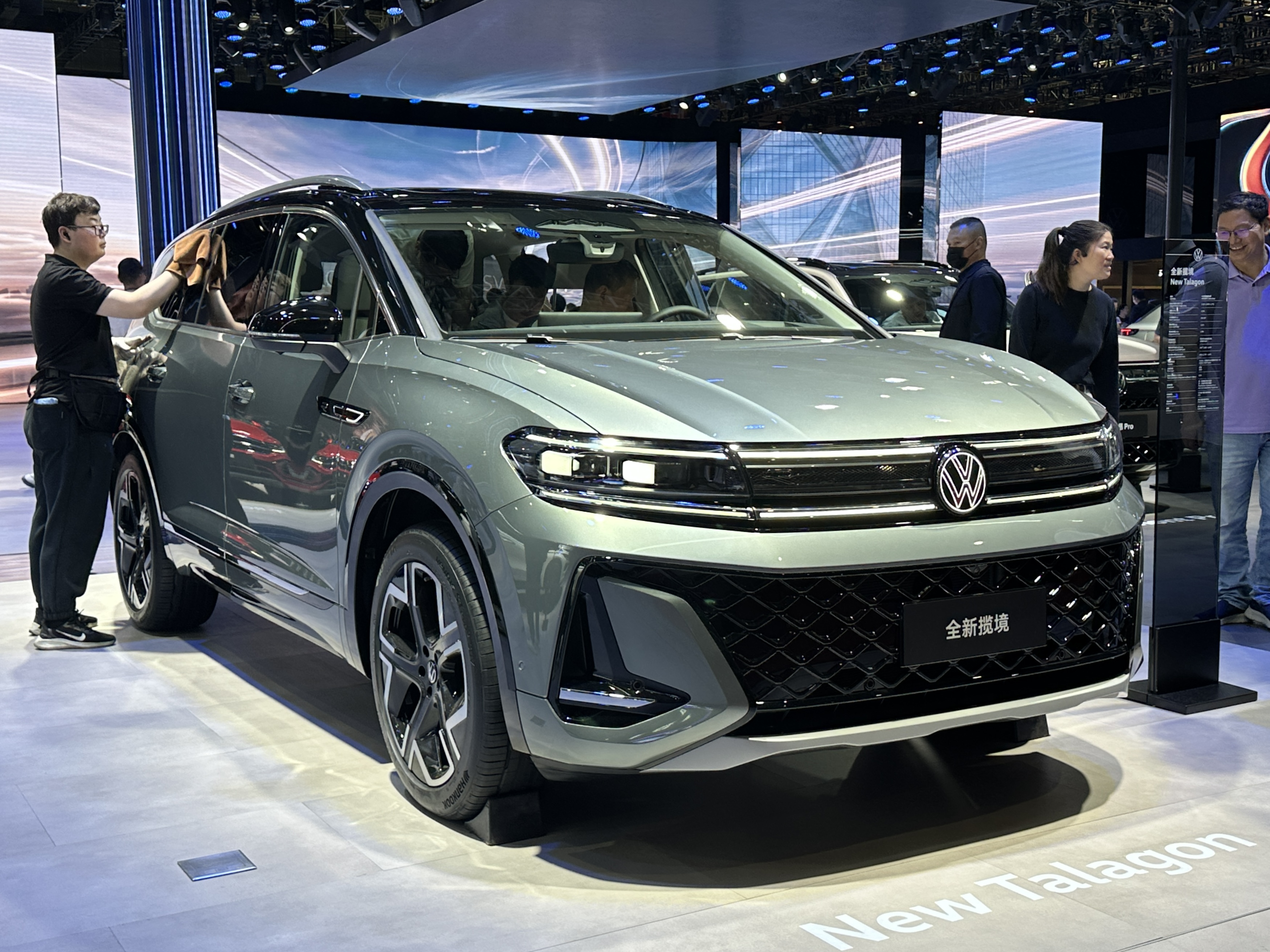
VW Talagon (seit 2025)
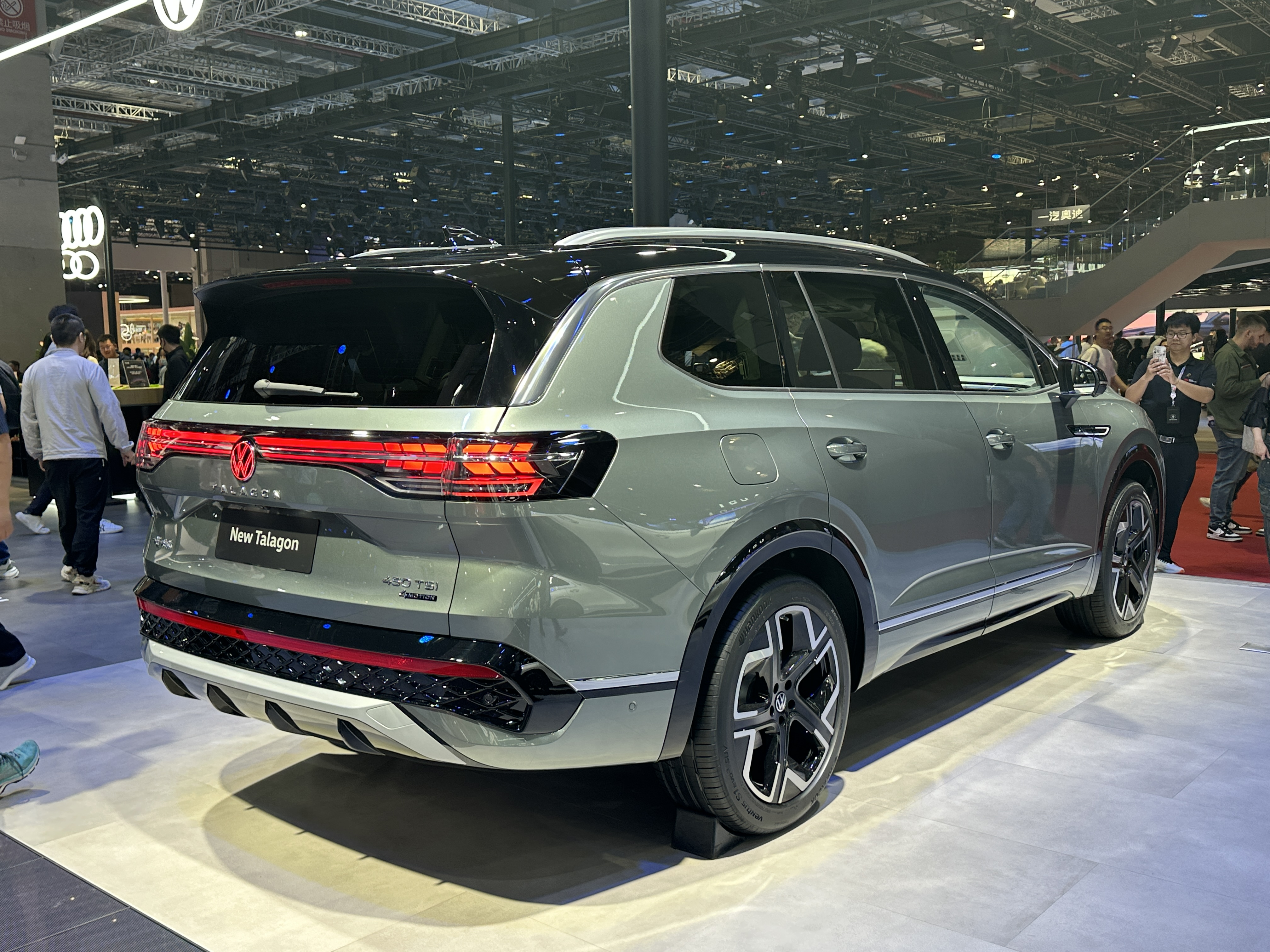
Heckansicht
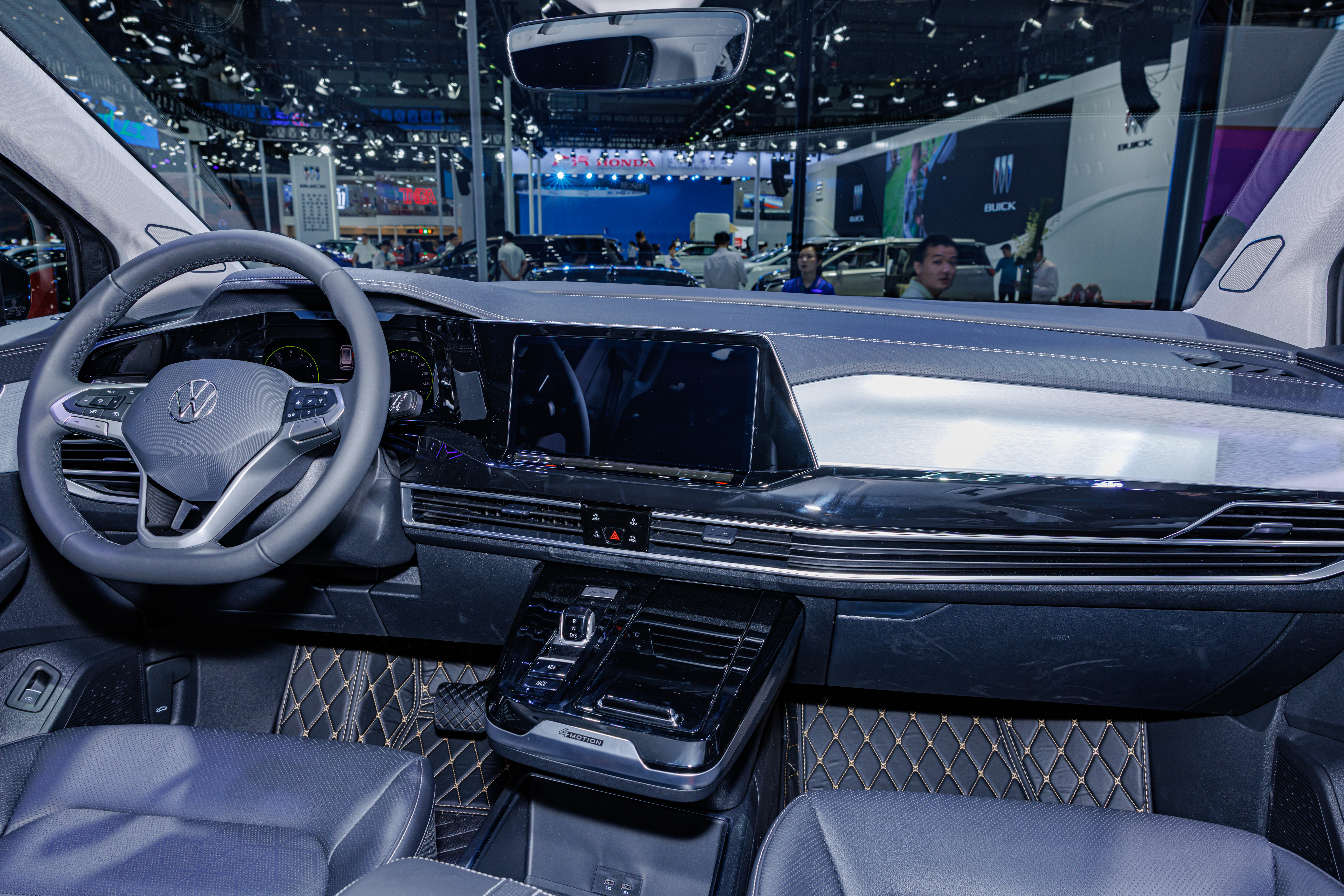
Innenansicht

## Technik
Wie auch der etwas kürzere und bei SAIC-Volkswagen gebaute Teramont und der ebenfalls bei FAW-Volkswagen gebaute Tavendor basiert der Talagon auf dem Modularen Querbaukasten des Volkswagen-Konzerns. Nach dem Van Viloran ist es das zweitgrößte Modell auf dieser Plattform. Das SUV hat sechs oder sieben Sitzplätze, die über drei Reihen verteilt sind. Angetrieben wird der Talagon von einem 2,0-Liter-TSI-Ottomotor in zwei Leistungsstufen oder einem 2,5-Liter-Ottomotor. Die schwächste Motorisierung hat Vorderradantrieb, die beiden anderen Allradantrieb. Alle Versionen sind an ein 7-Stufen-Doppelkupplungsgetriebe gekoppelt. Mit der Modellpflege 2025 ersetzte ein 200 kW (272 PS) starker 2,0-Liter-Benziner die 2,5-Liter-Version.

## Technische Daten
|                                             | 330 TSI                          | 380 TSI                          | 450 TSI                          | 530 TSI V6                       |
| Bauzeitraum                                 | 05/2021–08/2025                  | 05/2021–08/2025                  | seit 08/2025                     | 05/2021–12/2024                  |
| Motorkenndaten                              |                                  |                                  |                                  |                                  |
| Motorbaureihe                               | VW EA888                         | VW EA888                         | VW EA888                         | VW EA390                         |
| Motortyp                                    | Reihen-Vierzylinder-Ottomotor    | Reihen-Vierzylinder-Ottomotor    | Reihen-Vierzylinder-Ottomotor    | VR-Sechszylinder-Ottomotor       |
| Motoraufladung                              | Turbolader                       | Turbolader                       | Turbolader                       | Turbolader                       |
| Hubraum                                     | 1984 cm³                         | 1984 cm³                         | 1984 cm³                         | 2492 cm³                         |
| max. Leistung bei min−1                     | 137 kW (186 PS) / 4100–6000      | 162 kW (220 PS) / 4500–6700      | 200 kW (272 PS) / 5000–6500      | 220 kW (299 PS) / 5250–6250      |
| max. Drehmoment bei min−1                   | 320 Nm / 1600–4050               | 350 Nm / 1500–4300               | 400 Nm / 1700–4500               | 500 Nm / 2750–3500               |
| Kraftübertragung                            |                                  |                                  |                                  |                                  |
| Antrieb, serienmäßig                        | Vorderradantrieb                 | Allradantrieb                    | Allradantrieb                    | Allradantrieb                    |
| Antrieb, optional                           | —                                | —                                | —                                | —                                |
| Getriebe, serienmäßig                       | 7-Stufen-Doppelkupplungsgetriebe | 7-Stufen-Doppelkupplungsgetriebe | 7-Stufen-Doppelkupplungsgetriebe | 7-Stufen-Doppelkupplungsgetriebe |
| Messwerte                                   |                                  |                                  |                                  |                                  |
| Höchstgeschwindigkeit                       | 200 km/h                         | 200 km/h                         | 200 km/h                         | 200 km/h                         |
| Beschleunigung, 0–100 km/h                  | 10,8 s                           | 9,2 s                            | 7,5 s                            | 8,2 s                            |
| Kraftstoffverbrauch auf 100 km (kombiniert) | 7,2 l Super                      | 8,6 l Super                      | 8,3 l Super                      | 9,7 l Super                      |
| Leergewicht                                 | 2050 kg                          | 2160 kg                          | 2175–2177 kg                     | 2240 kg                          |
| Tankinhalt                                  | 74 l                             | 74 l                             | 74 l                             | 74 l                             |
| Abgasnorm                                   | China VI                         | China VI                         | China VI                         | China VI                         |